# Jaspis

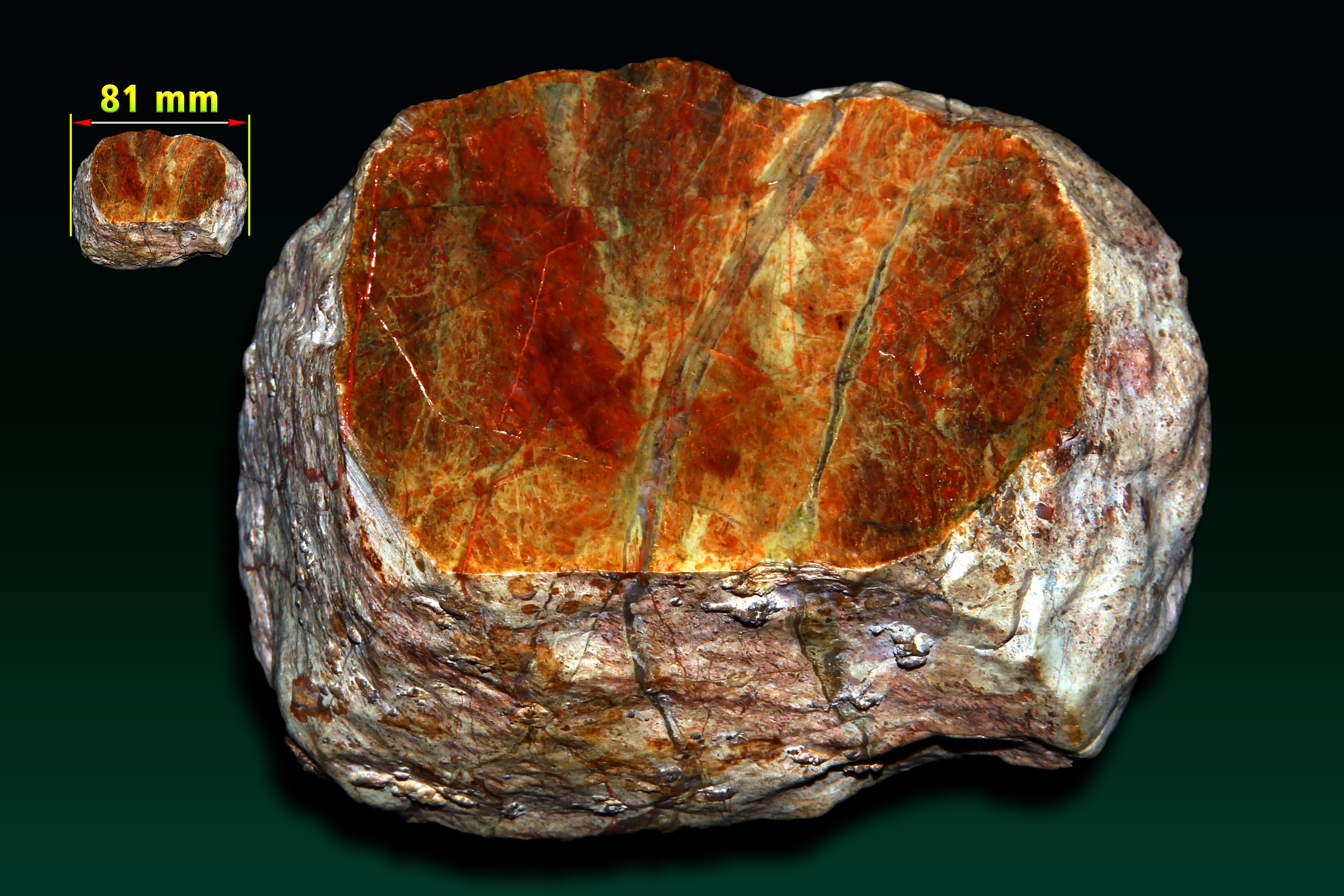
Jaspis - Kotlina Kłodzka. Polska.

Jaspis – kamień szlachetny, osadowa, mikrokrystaliczna skała krzemionkowa złożona głównie z chalcedonu, kwarcu i związków żelaza.

## Właściwości
Jaspisy są nieprzezroczyste z uwagi na obecność inkluzji innych minerałów – pozwala je to odróżnić od chalcedonu, który jest przeświecający. Substancje obce mogą stanowić nawet 20% masy jaspisu, co powoduje duże wahania właściwości fizycznych, które często bardzo różnią się od siebie i zależą od konkretnego okazu. Bardzo rzadkie są jednobarwne jaspisy, zwykle są one pasiaste lub wzorzyste. Mogą przyjmować różne kolory, jednak w węższym znaczeniu pojęcie „jaspis” obejmuje tylko kamienie o zabarwieniu brunatnym, różowym lub żółtym. Kolor skałom mogą nadawać tlenki żelaza lub manganu, a także inne nieorganiczne lub organiczne substancje.

## Występowanie
Jaspisy wykształcają się jako wypełnienie szczelin w skałach osadowych. Ważne złoża znajdują się w Australii, Brazylii, Egipcie, Indiach, Kanadzie, Kazachstanie, na Madagaskarze, w Rosji, Stanach Zjednoczonych i Urugwaju.

## Odmiany
Wyróżnia się wiele odmian jaspisów, m.in.:
- basanit – czarny, drobnoziarnisty,
- jaspis agatowy – zrośnięty z agatem,
- jaspis egipski – żółty lub czerwony,
- jaspis pasiasty – o warstwowej strukturze,
- jaspis pejzażowy – brązowy, o charakterystycznych wzorach, które powstały w wyniku domieszek tlenku żelaza,
- mookait – z różowymi lub jasnoczerwonymi plamami,
- plazma – zielony, drobnoziarnisty,
- prazem – zielony, kolor wywołują wrostki antynolitu; bywa mylony ze skupieniem kwarcu o tej samej nazwie,
- silex – o żółtych i brązowoczerwonych plamach lub paskach.

## Zastosowanie
Jaspisy mogą służyć jako kamienie do pierścionków, broszek i wisiorków – najczęściej stosuje się wobec nich szlif kaboszonowy. Z jaspisu wyrabia się także rękodzieła.